# TV SLO 2
TV SLO 2 (или TV Slovenija 2) е втори обществен телевизионен канал на Словения, притежаван от държавната Радио и телевизия на Словения. Стартира на 1 юни 1970 г. Излъчва ситуационни комедии и предлага широка гама от спортни предавания на живо.

## Логотипи
- 1992 – 1997 г.
- 1997 – 2000 г.
- 2000 – 2007 г.
- 2007 – 2012 г.
- 2007 – 2012 г. (HD)
- от 2012 г.